# الكأس الأفروآسيوية للأندية 1988
النسخة الثالثة من الأفروآسيوية والأولى تلتعب ذهاب وإياب وفاز بالبطولة النادي الأهلي المصري وفاز على يوميري الياباني.

## الفرق
| الفريق      | المنطقة      | الوصول                              | وصول سابق (الخط الغليظ يشير إلى بطل تلك النسخة) |
| ----------- | ------------ | ----------------------------------- | ----------------------------------------------- |
| الأهلي      | شمال أفريقيا | بطل كأس أفريقيا للأندية البطلة 1987 | 0                                               |
| طوكيو فيردي | شرق آسيا     | بطل بطولة الأندية الآسيوية 1987     | 0                                               |

## المباريات

### الذهاب
| طوكيو فيردي | 0 - 1 | الأهلي |
| ----------- | ----- | ------ |
|             |       |        |

### الإياب
| الأهلي | 3 - 1 | طوكيو فيردي |
| ------ | ----- | ----------- |
|        |       |             |

## الفائز بالبطولة
```
الاهلي
(اللقب الأول)
```